# Kristian Blummenfelt
Kristian Blummenfelt (* 14. února 1994 Bergen) je norský triatlonista. Je členem klubu TIF Viking, měří 175 cm a váží 79 kg. 
Startoval na mistrovství Evropy v přespolním běhu v roce 2011. O rok později se stal mistrem Norska v triatlonovém sprintu a v roce 2013 vyhrál domácí šampionát v olympijském triatlonu. Na mistrovství Evropy v triatlonu v roce 2015 získal bronzovou medaili. Při svém olympijském debutu na LOH v Riu v roce 2016 skončil třináctý. Na Letních olympijských hrách 2020, které se vinou pandemie covidu-19 konaly o rok později, Blummenfelt jako první Nor v historii zvítězil v závodě jednotlivců. Rozhodl o tom jeho výkon v běžecké části, do níž vstupoval na pátém místě, druhého Brita Alexe Yee porazil v cíli o jedenáct sekund. Vyhrál také celkovou klasifikaci World Triathlon Championship Series 2021 a stal se prvním triatlonistou, který vyhrál ve stejném roce olympiádu i světový šampionát. Na LOH 2024 byl dvanáctý v individuálním závodě a jedenáctý ve smíšené štafetě.
Vedle krátkého triatlonu soutěží také v disciplíně Ironman. Vyhrál Ironman World Championship na Havaji v roce 2021 a v roce 2022 obsadil třetí místo. V roce 2022 se stal mistrem světa v disciplíně Ironman 70.3. V soutěži Sub 7 vytvořil časem 6:44:25  neoficiální světový rekord v dlouhém triatlonu. Ve své kariéře vyhrál osmnáct triatlonů.
Jeho trenér Olav Aleksander Bu oznámil v norské televizi, že Blummenfelt se chce zaměřit na silniční cyklistiku a jeho cílem je vyhrát do roku 2028 Tour de France.